# Circa Waves
Circa Waves ist eine britische Indie-Rock-Band aus Liverpool.

## Bandgeschichte
Der Sänger und Gitarrist Kieran Shudall hatte zuvor in verschiedenen Bands gespielt und beschloss 2013, ein festes Projekt zu gründen. Mit ein paar vorbereiteten Liedern machte er sich auf die Suche nach weiteren Mitgliedern und schloss sich schließlich mit Joe Falconer, Sam Rourke und Sian Plummer zu Circa Waves zusammen, die er beim Sound City Festival in Liverpool kennengelernt hatte. Durch Auftritte in Großbritannien und Europa erzielten sie so viel Aufmerksamkeit, dass das Label Transgressive Records auf sie aufmerksam wurde und sie unter Vertrag nahm. Noch im ersten Jahr veröffentlichten sie ihre Debütsingle mit den beiden Songs Get Away und Good for Me.
Im Jahr darauf brachten sie mehrere Singles und eine EP heraus und bereiteten die Veröffentlichung ihres Debütalbums vor. Des Weiteren hatten sie zahlreiche Auftritte, unter anderem bei den renommierten Reading and Leeds Festivals und dem Glastonbury Festival, aber auch bei deutschen Festivals wie dem Southside oder dem Hurricane Festival. Außerdem waren sie Vorgruppe für die Libertines; eine eigene Tour durch Großbritannien folgte in der zweiten Jahreshälfte. Das Album Young Chasers, benannt nach einem der ersten Songs der Band, wurde Anfang April 2015 veröffentlicht und schaffte es auf Anhieb in die Top Ten der britischen Charts.

## Diskografie
Alben
- Young Chasers (2015)
- Different Creatures (2017)
- What’s It Like Over There? (2019)
- Sad Happy (2020)
- Never Going Under (2023)

Lieder
- Get Away / Good for Me (2013)
- Fossils (2014)
- So Long (2014)
- Young Chasers (2014)
- Stuck in My Teeth (2014)
- T-Shirt Weather (2015, UK: Platin)
- Something like You (2015)